# Formiga-cortadeira
A formiga-cortadeira pode corresponder a qualquer uma de 47 espécies de insetos eusociais diferentes, formigas mastigadoras pertencentes aos dois gêneros Atta e Acromyrmex, no Brasil, as do gênero Atta são conhecidas popularmente como saúvas e as Acromyrmex como quenquéns. Essas espécies de formigas tropicais e fúngicas são endêmicas na América do Sul e Central, no México e em partes do sul dos Estados Unidos. As formigas-cortadeiras podem carregar vinte vezes seu peso corporal e cortar e processar a vegetação fresca (folhas, flores e gramíneas) para servir como substrato nutricional de seus cultivos de fungos, também controlando organismos indesejáveis, como fungos nocivos. Elas também são capazes de cortar a pele humana.
Ambos os gêneros têm muitas semelhanças em dimensões anatômicas; no entanto, ambos podem ser diferenciados por suas aparências externas. As formigas Atta têm três pares de espinhos e um exoesqueleto liso na superfície superior do tórax, enquanto as formigas Acromyrmex têm quatro pares e um exoesqueleto rugoso.
Ao lado dos humanos, as formigas-cortadeiras formam as maiores e mais complexas sociedades animais da Terra. Em poucos anos de desenvolvimento, o monte central de seus ninhos subterrâneos pode atingir mais de 30 metros de largura, com pequenos pontos radiantes se estendendo até um raio de 80 metros, ocupando de 30 a 600 metros quadrados e contendo oito milhões de indivíduos.

## Comportamento na colônia

### Reprodução e fundação
As fêmeas e machos alados deixam seus respectivos ninhos em massa e se envolvem em um voo nupcial conhecido como revoada. Cada fêmea acasala-se com múltiplos machos para coletar os 300 milhões de espermatozoides necessários para montar uma colônia.
Uma vez no solo, a fêmea perde as asas e procura um covil subterrâneo adequado para a fundação da colônia. A taxa de sucesso das jovens rainhas é muito baixa, e apenas 2,5% vão estabelecer uma colônia de vida longa. Para iniciar seu próprio cultivo de fungos, a rainha armazena pedaços do micélio do jardim de fungos parentais em seu bolso infrabucal, que está localizado dentro de sua cavidade oral.

### Hierarquia
Em uma colônia madura de formigas cortadeiras, os insetos são divididos em castas, baseadas principalmente no tamanho dos indivíduos, que desempenham diferentes funções. Acromyrmex e Atta exibem um alto grau de polimorfismo biológico, estando quatro castas presentes em colônias estabelecidas - mínimas, pequenas, médias e grandes. As formigas da casta maior também são conhecidas como soldados ou dinergatos. Formigas Atta são mais polimórficas do que as Acromyrmex, ou seja, há comparativamente menos diferença ocorrida em tamanho do menor ao maior entre as Acromymex.
- Mínimas compõem os menores trabalhadores, seus serviços tendem para o zelo da crescente ninhada e cultivo dos jardins de fungos. A largura da cabeça é inferior a 1 mm.

- Pequenas são um pouco maiores que as mínimas e estão presentes em grande número dentro e ao redor das colunas de forrageamento. Essas formigas são a primeira linha de defesa e continuamente patrulham o terreno circundante e atacam vigorosamente quaisquer inimigos que ameacem as linhas de forrageamento. A largura da cabeça está em torno de 2 mm.

- Médias compõem os forrageiros generalizados, que cortam as folhas e trazem os fragmentos de volta ao ninho.

- Grandes são as maiores formigas operárias, atuam como soldados, defendendo o ninho de intrusos, embora evidências recentes indiquem que elas participam de outras atividades, como limpar as principais trilhas de forrageamento de grandes destroços e transportar itens volumosos de volta ao ninho. Os maiores soldados (Atta laevigata) podem ter comprimentos corporais totais de até 16 mm e larguras de cabeça de 7 mm.

### Mutualismo anti-fúngico
Suas sociedades são baseadas em um mutualismo antifúngico, e diferentes espécies de formigas usam diferentes espécies de fungos, mas todos os fungos que as formigas usam são membros da família Lepiotaceae. Tais insetos cultivam ativamente seu fungo, alimentando-o com material vegetal recém-cortado e mantendo-o livre de pragas e outras ameaças. Essa relação mutualística é aumentada ainda por outro parceiro simbiótico, uma bactéria que cresce nas formigas e secreta substâncias químicas; essencialmente, as formigas possuem antimicrobianos portáteis. Elas são também sensíveis o suficiente para se adaptarem à reação dos fungos a diferentes materiais vegetais, aparentemente detectando sinais químicos do fungo. Se um determinado tipo de folha é tóxico para o fungo, a colônia não irá mais coletá-lo. Os únicos dois outros grupos de insetos que usam a agricultura baseada em fungos são os besouros de ambrosia e os cupins. O fungo cultivado pelos adultos é usado para alimentar as larvas de formigas, e as formigas adultas se alimentam de seiva foliar. O fungo precisa que as formigas permaneçam vivas, e as larvas precisam que o fungo permaneça vivo, então o mutualismo é obrigatório.
Os fungos usados pelas formigas superiores não produzem mais esporos. Essas formigas domesticaram totalmente seu parceiro fúngico há 15 milhões de anos, um processo de adaptação que levou 30 milhões de anos para ser concluído. Seus fungos produzem pontas de hifas nutritivas e inchadas (gongylidia) que crescem em feixes chamados estáfilas, para alimentar especificamente as formigas.

### Gestão de resíduos
As formigas-cortadeiras têm papéis muito específicos em cuidar do jardim de fungos e despejar o lixo, que são produzidos em grande quantidade. A gestão de resíduos é um papel fundamental para a longevidade do grupo. O fungo parasitário necrotrófico Escovopsis ameaça a fonte de alimento das formigas e, portanto, é um perigo constante para a colônia. Os transportadores de resíduos e os trabalhadores das fazendas de lixo são as formigas mais velhas e "dispensáveis", assegurando que as formigas mais saudáveis e mais jovens possam trabalhar no jardim de fungos sem risco de contaminação. As espécies de Atta colombica, e raramente a Attine, agrupam o lixo em um externo. Os transportadores de resíduos levam os resíduos, que consistem em substrato usado e fungos descartados, para o depósito. Uma vez deixados lá, os trabalhadores da pilha organizam o lixo e o misturam frequentemente para ajudar no processo de decomposição. Uma outro comportamento que pode ser observado a partir do processo é o depósito de formigas mortas A. colombica, que são colocadas em volta do perímetro do monte de lixo.
Além de alimentar a horta fúngica com alimentos forrageiros, consistindo principalmente de folhas, ela é também protegida de Escovopsis pelas secreções antibióticas de Actinobactérias (do gênero Pseudonocardia). Esse microrganismo mutualista vive nas glândulas metapleurais das formigas. As actinobactérias são igualmente responsáveis por produzir a maioria dos antibióticos do mundo atualmente.

## Parasitismo
Quando as formigas saem para coletar folhas, correm o risco de serem atacadas por algumas espécies de moscas forroides, parasitoides que depositam ovos nas fendas das cabeças das formigas-operárias. Muitas vezes, uma formiga mínima ficará em cima de uma operária e evitará esses ataques.
Além disso, o tipo errado de fungo pode crescer durante o cultivo. Escovopsis, um fungo altamente virulento, tem o potencial de devastar um jardim inteiro de formigas, uma vez que é transmitido horizontalmente. Pesquisas observaram que o fungo foi cultivado, durante a fundações de colônias, em 6,6% dos casos. No entanto, em colônias de um a dois anos, quase 60% tinham Escovopsis crescendo no jardim de fungos.

## Interações com humanos
Dependendo de seu alcance, as formigas-cortadeiras podem ser uma séria praga agrícola, desfolhando as plantações e danificando estradas e fazendas com suas atividades de fabricação de ninhos. Por exemplo, algumas espécies de Atta são capazes de desfolhar uma árvore cítrica inteira (como uma laranjeira)  em menos de 24 horas. Uma abordagem promissora para impedir ataques das cortadoras Acromyrmex lobicornis em colheitas foi demonstrada: Recolher o lixo do formigueiro e colocá-lo sobre as mudas ou em torno dos cultivos resultou em um efeito dissuasor efetivo durante um período de 30 dias.

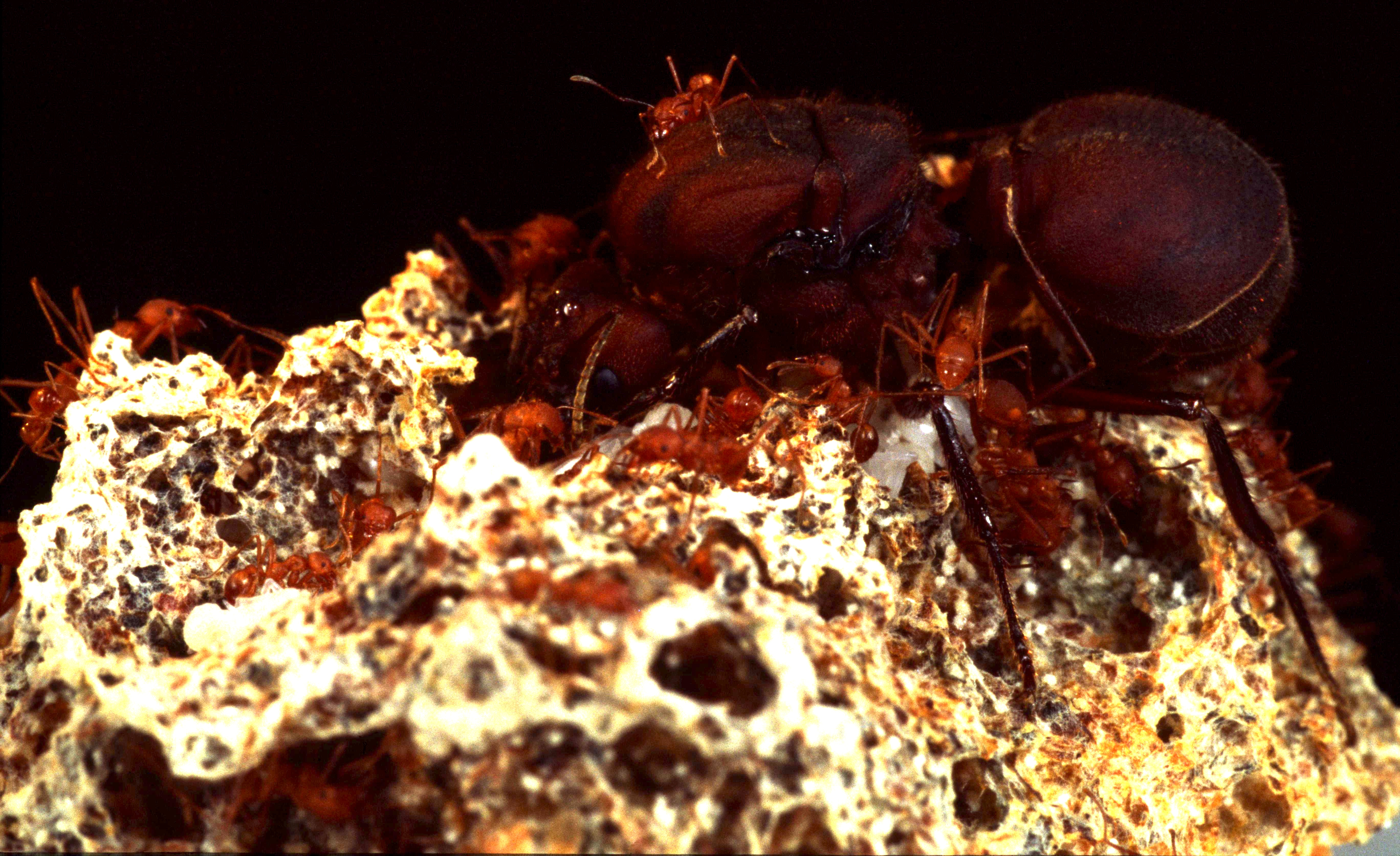
Atta colombica, rainha com larvas e operárias sobre o substrato
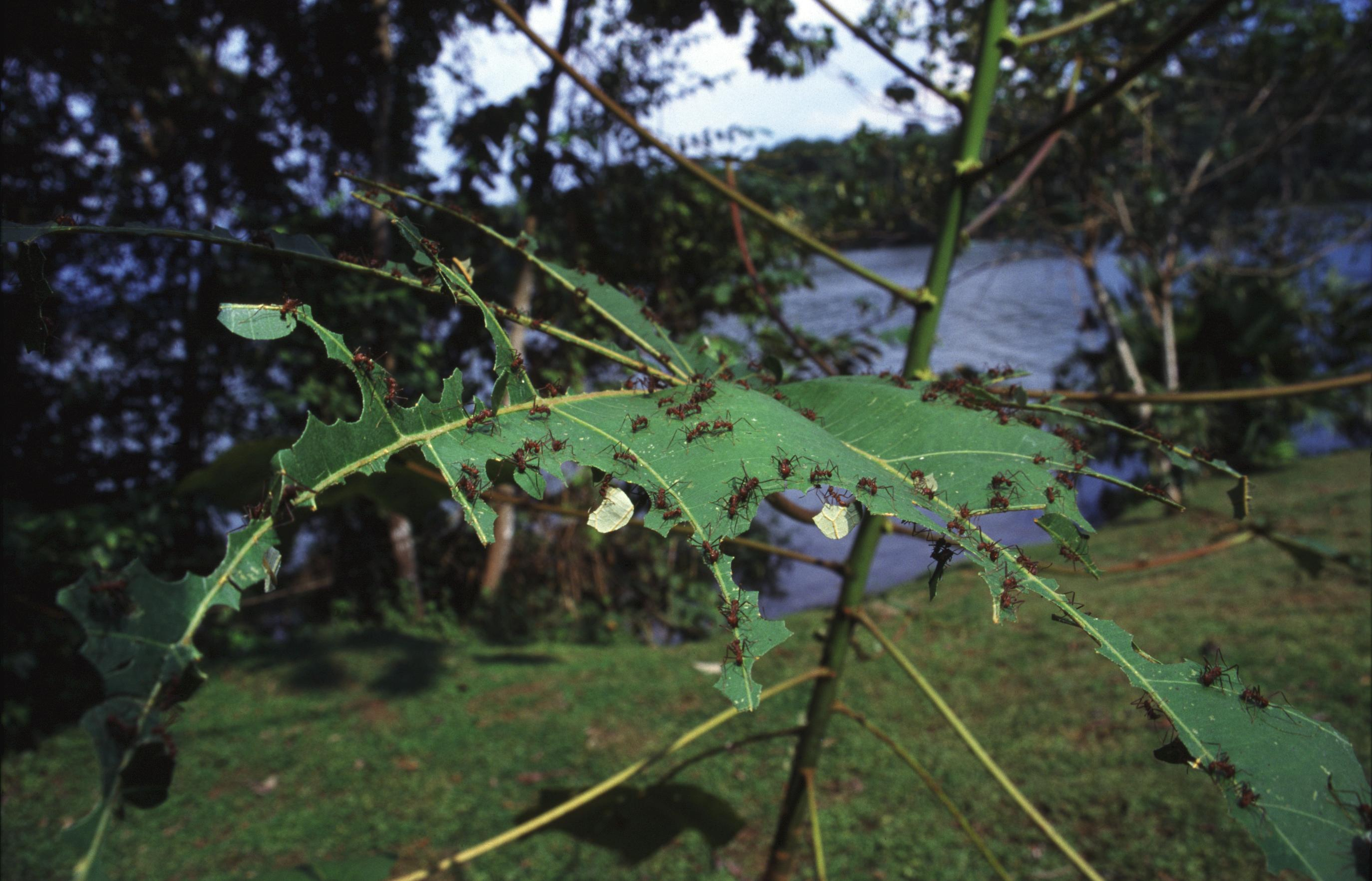
Operárias de Atta colombica cortando todas as folhas de uma árvore nova
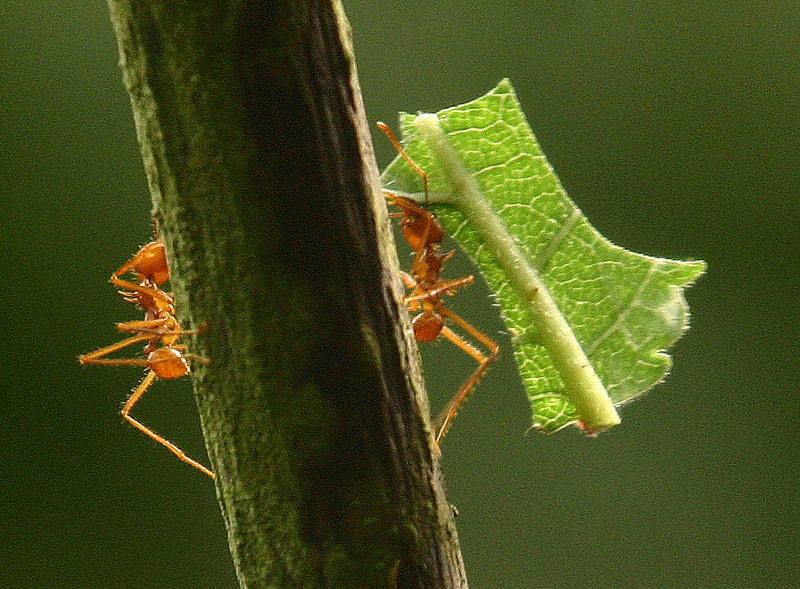
Duas operárias
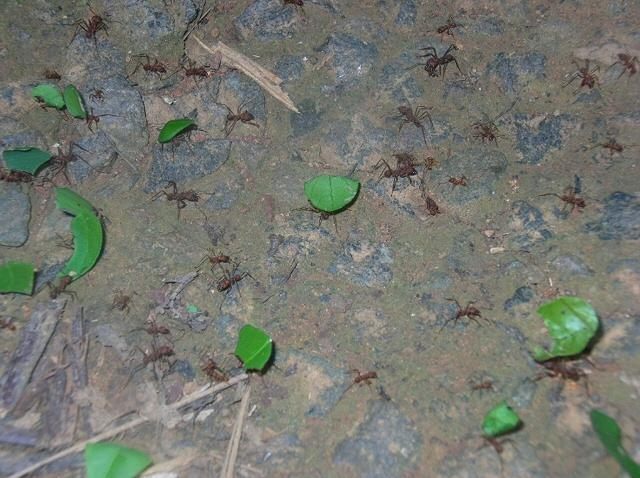
Transporte fragmentos cortados de folhas